# Jungle Aviation And Radio Service
Jungle Aviation and Radio Service è il supporto tecnico della Wycliffe Bible Translators (un'organizzazione internazionale paraecclesiastica), che sostiene i missionari e i linguisti nel trasporto nelle aree remote.
La sede è a Waxhaw, nello stato americano della Carolina del Nord. La struttura è affiliata alla Summer Institute of Linguistics.